# Frédéric Koch
Frédéric Koch (* 5. Juni 1830 in Paris; † 20. März 1890 in Montpellier, Département Hérault) war ein französischer General der Infanterie.

## Leben und Wirken
Koch war der Sohn des Offiziers Jean-Baptiste Koch (1781–1861) und dessen Ehefrau Françoise Césarine Guillemot.
Als sich 1848 nach der Revolution die Zweite Republik unter Staatspräsident Napoleon III. etabliert hatte, kam Koch an die Militärschule Saint-Cyr. Er ging zur Infanterie und blieb dieser Truppengattung zeitlebens treu.
Zum 1. Oktober 1850 wurde Koch zum sous-lieutenant befördert. Fünf Jahre später kam er im Rang eines Capitains in den Stab von General Pierre Bosquet und nahm in dieser Stellung am Krimkrieg teil. Als nach Kriegsende alle Truppen wieder in Frankreich waren, betraute man Koch – nach weiteren Beförderungen – mit verschiedenen Aufgaben in der Truppenverwaltung.
Als im Juli 1870 der Deutsch-Französische Krieg ausbrach, meldete sich Koch freiwillig und wurde im Rang eines Chef de bataillon General Louis Jules Trochu unterstellt. Er war bis Kriegsende an den verschiedenen Kriegsschauplätzen eingeteilt und konnte erst nach dem Frieden von Frankfurt/M. (10. Mai 1871) wieder nach Frankreich zurückkehren.
Am 26. Oktober desselben Jahres heiratete Koch in Paris Henriette Marie Monard (1843–1932).
Es folgten weitere Beförderungen und seine Karriere erreichte am 29. März 1889 mit der Ernennung zum général de brigade ihren Höhepunkt. Als solcher war Koch in Montpellier stationiert, wo er die 61e brigade d’infanterie kommandierte.
Am 20. März 1890 starb Frédéric Koch in Montpellier an den Folgen eines Reitunfalls. Die Trauerfeier mit allen militärischen Ehren fand in einer evangelischen Kirche von Montpellier statt und anschließend wurde der Sarg nach Paris gebracht. Dort fand er seine auf dem Friedhof Père-Lachaise (91. Division) seine letzte Ruhestätte.

## Ehrungen
- 11. April 1870 Ritter der Ehrenlegion
- 7. Juli 1885 Offizier der Ehrenlegion